# طارق رزوقي
طارق رزوقي هو دبلوماسي كويتي كان مدير الدائرة القانونية لوزارة الخارجية الكويتية وسفير دولة الكويت في فرنسا وممثل الكويت في لجنة الأمم المتحدة لتخطيط الحدود بين العراق والكويت سنة 1993 مقابل نظيره ممثل العراق رياض القيسي. وموفد الكويت إلى إيران لحضور اجتماع اللجنة الفنية لمفاوضات الجرف القاري بين الكويت وايرانِ في سنة 2006، ذُكر تقرير طارق رزوقي في لجنة تقصي الحقائق عن أسباب الغزو العراقي لدولة الكويت، إذ كان السفير طارق قد أخبرته المخابراتُ الفرنسية بأن رئيس العراق قرّرَ عملاً عسكرياً ضد دولة الكويت فتوجّهَ السفير طارق إلى الكويت يوم 30 يوليو سنة 1990 لاطلاع المسؤولين على ذلك.